# Jeblogan (Karangtengah)
Jeblogan is een bestuurslaag in het regentschap Wonogiri van de provincie Midden-Java, Indonesië. Jeblogan telt 4585 inwoners (volkstelling 2010).